# Ereis sumatrensis
Ereis sumatrensis là một loài bọ cánh cứng trong họ Cerambycidae.